# Eusandalum
Eusandalum är ett släkte av steklar som beskrevs av Julius Theodor Christian Ratzeburg 1852. Eusandalum ingår i familjen hoppglanssteklar.

## Dottertaxa tillEusandalum, i alfabetisk ordning[1][2]
- Eusandalum afganum
- Eusandalum alfierii
- Eusandalum alpinum
- Eusandalum amphicerovorum
- Eusandalum arboris
- Eusandalum arizona
- Eusandalum bambeyi
- Eusandalum barteli
- Eusandalum bicristatum
- Eusandalum brevistylus
- Eusandalum bucklei
- Eusandalum calabrum
- Eusandalum californicum
- Eusandalum chrysideum
- Eusandalum compressiscapus
- Eusandalum compressistylus
- Eusandalum coquillettii
- Eusandalum coronatum
- Eusandalum crassifoliae
- Eusandalum cyaneiventre
- Eusandalum cyaneum
- Eusandalum desmanthusae
- Eusandalum dezorti
- Eusandalum elongatum
- Eusandalum flavipenne
- Eusandalum gardneri
- Eusandalum georgia
- Eusandalum hedqvisti
- Eusandalum hubbardii
- Eusandalum hyalinipennis
- Eusandalum ibericum
- Eusandalum impressifrons
- Eusandalum inerme
- Eusandalum koebelei
- Eusandalum latifrons
- Eusandalum lepus
- Eusandalum lindemani
- Eusandalum longiannulum
- Eusandalum longistylus
- Eusandalum longivena
- Eusandalum merceti
- Eusandalum obscurum
- Eusandalum pici
- Eusandalum puella
- Eusandalum sanguinipes
- Eusandalum seyrigi
- Eusandalum striatum
- Eusandalum stylatum
- Eusandalum tessellatum
- Eusandalum usingeri
- Eusandalum walkeri